# Dorien Rookmaker
Dorien Rookmaker (Petten, 30 juli 1964) is een Nederlandse politica. Van 2020 tot 2024 was ze lid van het Europees Parlement, na korte tijd lid te zijn geweest van de Eerste Kamer.
Rookmaker richtte in 2021 Meer Directe Democratie (MDD) op, waarvan ze sindsdien partijleider is. Sinds 2025 is ze tevens lid van BVNL. Eerder was ze lid van D66, FVD en de Groep Otten.

## Biografie

### Opleiding
Rookmaker zat achtereenvolgens op het Praedinius Gymnasium in Groningen, op het Thorbecke in Rotterdam en op de Haagse Hogeschool. Zij behaalde een propedeuse in de politicologie aan de Universiteit Leiden en behaalde haar doctoraalexamen aan de Universiteit Groningen in Business Economics.

### Carrière
Rookmaker was werkzaam in de financiële sector, laatstelijk als hoofd niet-financieel risicomanagement bij Nationale-Nederlanden. Eerder werkte zij als Risk Officer in de Raad van Bestuur van Nationale Nederlanden (S&I) en als hoofd Risk & Compliance bij ProRail. In deze functies zette zij zich in voor de bestrijding van fraude.
Daarvoor werkte zij als hoofd Risk Management bij Achmea Bank en daarvoor in diverse functies (onder andere zakelijk adviseur, secretaris van de Project Portfolio Groep en business analist) bij ABN AMRO. Zij begon haar carrière in 1994 bij Randstad Uitzendbureau als Intercedente. 

### Politieke carrière
Rookmaker was politiek actief voor D66. Voor deze partij was ze kandidaat voor de Tweede Kamerverkiezingen van 1994 en in 2006 was ze kortstondig gemeenteraadslid van Groningen. In maart 2019 stond Rookmaker bij de Provinciale Statenverkiezingen op de kieslijst namens Forum voor Democratie (FVD) in zowel Gelderland als Zuid-Holland.
Op 11 juni 2019 werd Rookmaker geïnstalleerd als lid van de Eerste Kamer voor FVD. Ze deed een vergeefse poging om te bemiddelen tussen FVD en Eerste Kamerlid Henk Otten, die door deze partij geroyeerd was. Op 20 augustus 2019 stapte ze over van de FVD-fractie naar de fractie-Otten. Net zoals Jeroen de Vries voelde ze zich niet meer thuis bij het "boreale gelul" van de partijleider van FVD, Thierry Baudet. Ook was zij het oneens over de manier waarop Otten geroyeerd was.
Omdat het Verenigd Koninkrijk per 1 februari 2020 de Europese Unie verliet, de zogeheten Brexit, kreeg FVD een extra zetel in het Europees Parlement toebedeeld. Aangezien Rookmaker vierde stond op de FVD-kandidatenlijst had zij, ondanks dat ze geen FVD-lid meer was, als eerste recht op deze "brexitzetel". Per 10 februari 2020 verliet Rookmaker de Eerste Kamer met het oog op haar benoeming als Europarlementariër. Een dag later werd ze met terugwerkende kracht per 1 februari dat jaar benoemd in het Europees Parlement. Nadat haar officiële papieren waren goedgekeurd, nam zij op 12 februari officieel zitting in het Europarlement, waar zij deel uitmaakte van de groep niet-fractiegebonden leden. Dit deed ze tot en met 26 juni 2020 namens Groep Otten, waarna ze als onafhankelijke verderging. Vanaf 25 september 2021 was ze Europarlementariër namens haar eigen partij Meer Directe Democratie, en op 8 december 2021 sloot zij zich aan bij de fractie van de Europese Conservatieven en Hervormers. In het Europarlement zette ze zich in het bijzonder in voor een Europees netwerk van hogesnelheidslijnen en was zij lid van de Commissie economische en monetaire zaken.
In januari 2024 bepleitte Rookmaker in NRC bij de kiezers om 'carrièrepolitici' te negeren en te kijken naar individuele kandidaten die volgens haar 'herkenbaar en gezaghebbend' zijn. Dit met het oog op de verkiezingen voor het Europees Parlement in juni van datzelfde jaar. Haar doel met de partij Meer Directe Democratie was om meer kritische Europarlementariërs te laten kiezen in het Europees Parlement. De partij had geen partijprogramma en geen vorm van partijdiscipline. Bij de verkiezingen kreeg de partij te weinig stemmen om boven de kiesdrempel uit te komen, waardoor Rookmaker en haar partij uit het Europees Parlement verdwenen.
Op 25 juni 2025 sloot Rookmaker zich aan bij Belang van Nederland (BVNL), de partij van Wybren van Haga. Tevens werd direct aangekondigd dat ze op de kandidatenlijst staat voor de Tweede Kamerverkiezingen van 29 oktober dat jaar.

## Standpunten
Tijdens de procedure om vicepresident van het Europarlement Eva Kaili uit haar functie te ontzetten, omdat ze verdacht werd van corruptie, onthield Rookmaker zich in december 2022 van stemming, samen met twee andere parlementsleden. De reden om zich te onthouden van stemming was volgens Rookmaker omdat de beschikbare informatie ontoereikend was om schuld te bewijzen.
Rookmaker is voorstander van een hogesnelheidstrein tussen Amsterdam en Berlijn, eigenlijk ook tussen alle Europese hoofdsteden.

## Overige functies
Rookmaker is sinds 2020 voorzitter van Tesselschade - Arbeid Adelt.
- Parlement.com: vkwqlts02tzp